# غوستافو غوتيريز (منافس ألعاب قوى)
غوستافو غوتيريز هو منافس ألعاب قوى إكوادوري، ولد في 26 سبتمبر 1939.

## وصلات خارجية
- غوستافو غوتيريز على موقع أوليمبيديا (الإنجليزية)